# Honeysuckle Rose
"Honeysuckle Rose" er en sang komponeret af Fats Waller i 1928 med tekst af Andy Razaf. I 1999 blev Fats Wallers version fra 1934 optaget i Grammy Hall of Fame.

## Indspilninger
"Honeysuckle Rose" bliver ofte betragtet som et mesterværk i det 20. århundredes musikhistorie. Dette understøttes blandt andet af antallet, samt kvaliteten af musikere der har indspillet sangen gennem tiderne. Blandt disse er:
- Louis Armstrong
- Count Basie
- John Coltrane
- Ella Fitzgerald
- Erroll Garner
- Dizzy Gillespie
- Benny Goodman
- Nat King Cole
- Charlie Parker
- Oscar Peterson